# Ādobed Hāyk'
Ādobed Hāyk' är en sjö i Etiopien.   Den ligger i regionen Afar, i den centrala delen av landet, 400 km nordost om huvudstaden Addis Abeba. Ādobed Hāyk' ligger 339 meter över havet. Arean är 22,2 kvadratkilometer. Den sträcker sig 5,6 kilometer i nord-sydlig riktning, och 6,6 kilometer i öst-västlig riktning.